# Il Giasone
Jason
Personnages
- Giasone, chef des Argonautes (alto)
- Medea, reine de Colchide (soprano)
- Isifile, reine de Lenno (soprano)
- Ercole, un des Argonautes (basse)
- Besso, capitaine de la garde de Jason (basse)
- Egeo, roi d'Athènes (ténor)
- Oreste, confident d'Isifile (basse)
- Demo, serviteur (ténor)
- Delfa, nourrice (alto)
- Alinda, dame (soprano)
- Rosmina, jardinière (soprano)
- Giove (basse)
- Eolo (alto)
- Zeffiro (soprano)
- Volano, esprit (ténor)

Il Giasone est un drama musicale en un prologue et trois actes de Francesco Cavalli, sur un livret de Giacinto Andrea Cicognini d'après les Argonautiques d'Apollonios de Rhodes.
Avec dix-huit représentations à Venise et vingt-quatre productions recensées jusqu'en 1681, cette œuvre fut l'opéra italien le plus représenté au XVIIe siècle.

## Discographie
- 1930 : deux extraits chez Columbia (78 tours) — Invocation de Médée et scène du Sommeil (Madeleine Leymo ; arrangement de Henry Prunières et direction d'Elie Cohen, Orchestre de l'Opéra-Comique).
- 1988 : Michael Chance (contre-ténor – Giasone), Harry van der Kamp (basse – Ercole, Giove), Michael Schopper (basse – Besso), Catherine Dubosc (soprano – Isifile), Bernard Deletré (basse – Oreste), Agnès Mellon (soprano – Alinda, Amore), Gloria Banditelli (mezzo-soprano – Medea), Dominique Visse (contre-ténor – Delfa), Guy De Mey (ténor – Egeo, Sole), Gianpaolo Fagotto (ténor – Demo) ; direction : René Jacobs (Concerto Vocale, Amsterdam). Harmonia Mundi (CD).
- 2012 : Christophe Dumaux (Giasone), Katarina Bradić (Medea), Amanda Forsythe (Isifile), Josef Wagner (Giove/Besso), Filippo Adami (Demo), Yaniv d'Or (Delfa/Eolo), Angélique Noldus (Amore/Alinda), Andrew Ashwin (Ercole/Oreste), Emilio Pons (Egeo, Sole) ; direction : Federico Maria Sardelli (Orchestre symphonique de l'Opéra flamand-Symphonisch orkest van de Vlaamse Opera, Anvers, 15-18-20 mai 2010) ; mise en scène : Mariame Clément ; décors et costumes : Julia Hansen ; lumières : Philippe Berthomé. Dynamic (CD, DVD, Blu-ray).
- 2014 : Il novello Giasone (Francesco Cavalli, version remaniée d'Alessandro Stradella de 1671) ; Borja Quiza (Giasone), Aurora Tirotta (Medea), Roberta Mameli (Isifile), Mirko Guadagnini (Egeo), Luigi De Donato (Besso), Paolo Lopez (Delfa), Luca Tittoto (Oreste), Gaia Petrone (Alinda), Masashi Mori (Ercole), Krystian Adam (Demo), Pavol Kuban (Volano), Maria Luisa Casali (Sole), Gabriella Costa (Musica), Giuseppina Bridelli (Poesia), Gaia Petrone (Pittura), Krystian Adam (Architettura), Pavol Kuban (Satiro), Giuseppina Bridelli (Amore) ; direction : Antonio Greco (Oidi Festival Baroque Ensemble, Teatro Verdi, Martina Franca, Festival della Valle d'Itria, 29 et 31 juillet 2011) ; mise en scène : Juliette Deschamps ; décors : Benito Leonori ; costumes : Vanessa Sannino ; lumières : Alessandro Carletti ; dramaturgie : Vincenzo De Vivo. Bongiovanni (CD).
- 2014 : David Hansen (Giasone), Celeste Lazarenko (Medea), Miriam Allan (Isifile), Andrew Goodwin (Egeo), Christopher Saunders (Demo), Adrian McEniery (Delfa), David Greco (Oreste), Nicholas Dinopoulos (Ercole/Besso), Alexandra Oomens (Alinda) ; direction : Erin Helyard (Orchestra of the Antipodes, City Recital Hall, Sydney, 5-7-8-9 décembre 2013) ; mise en scène : Chas Rader-Shieber ; lumières : Bernie Tan-Hayes. Pinchgut Live (CD).